# Bukowa (dopływ Sanu)
Bukowa – rzeka, prawobrzeżny dopływ Sanu o długości 59,3 km (wg mniej dokładnego, oficjalnego źródła danych 54,55 km) i powierzchni zlewni 662 km². Rzeka rozpoczyna swój bieg w okolicach wsi Korytków Mały, jej źródłem według map jest rów melioracyjny przy drodze Frampol – Biłgoraj. Źródłem faktycznym, z którego rzeka bierze większość swojego przepływu w górnym biegu, jest torfowisko wysokie Bagno Rakowskie. Bukowa przecina Lasy Janowskie i uchodzi do Sanu nieopodal wsi Chłopska Wola, koło Stalowej Woli. W latach 1815–1918 rzeka na pewnym odcinku stanowiła granicę zaboru rosyjskiego i austriackiego.

## Charakterystyka przyrodnicza

### Warunki hydrologiczne
Średni przepływ w Bukowej, zarejestrowany w profilu wodowskazowym Ruda Jastkowska w wieloleciu 1961-2023, wynosił 4,2 m³/s. Średnie roczne przepływy wynosiły minimalnie 1,9 m³/s (1990 r.), maksymalnie 9,8 m³/s (1966 r.) Najwyższy zarejestrowany w tym okresie przepływ wyniósł 188 m³/s (1.04.1964). Najniższy przepływ wyniósł zaledwie 0,27 m³/s (styczeń 1962 r.). Trend średniego przepływu w Bukowej jest ujemny, istotny statystycznie. Trendy średnich przepływów miesięcznych były ujemne dla 10 miesięcy (dla marca i kwietnia istotne statystycznie, p<0,05), jedynie w styczniu trend był dodatni (nieistotny statystycznie), a przepływy we wrześniu nie wykazywały żadnego trendu.

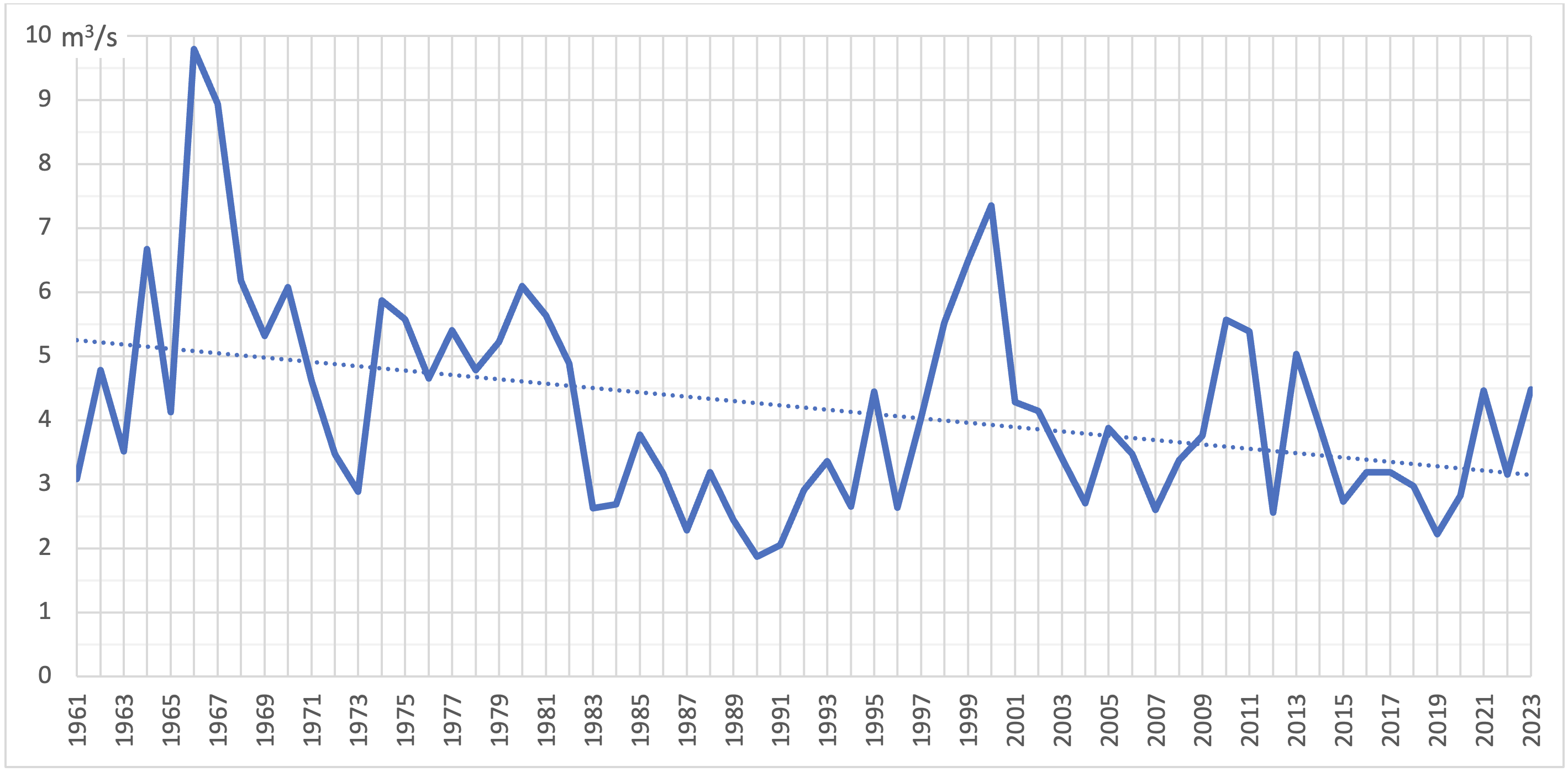
Średni roczny przepływ Bukowej w latach 1961-2023 zarejestrowany w profilu wodowskazowym Ruda Jastkowska (dane IMGW-PIB 2024).

Średnia temperatura wody Bukowej przy ujściu w okresie 9.06.2021 - 9.06.2023 wynosiła 10,1°C, maksymalna aż 26,4°C (30.06.2022). Dobowe wahania temperatury wody w okresie letnim przekraczały 4°C. Ilość tlenu rozpuszczonego w wodzie w okresie 9.06.2021-27.09.2023 wahała się między 4,26 mg/l (lato 2023) a 9,60 mg/l (zima 2021/2022). Średnio było to 6,66 mg/l. Średnie nasycenie wody tlenem wynosiło 63%. W okresie 28.03.2021-27.09.2023 średnia wartość pH wody w dolnej Bukowej wynosiła 7,3, przewodność elektryczna właściwa 224,7 µS/cm, a całkowita ilość rozpuszczonych w wodzie jonów 103,9 mg/l. Wartości te ulegały niewielkim wahaniom.

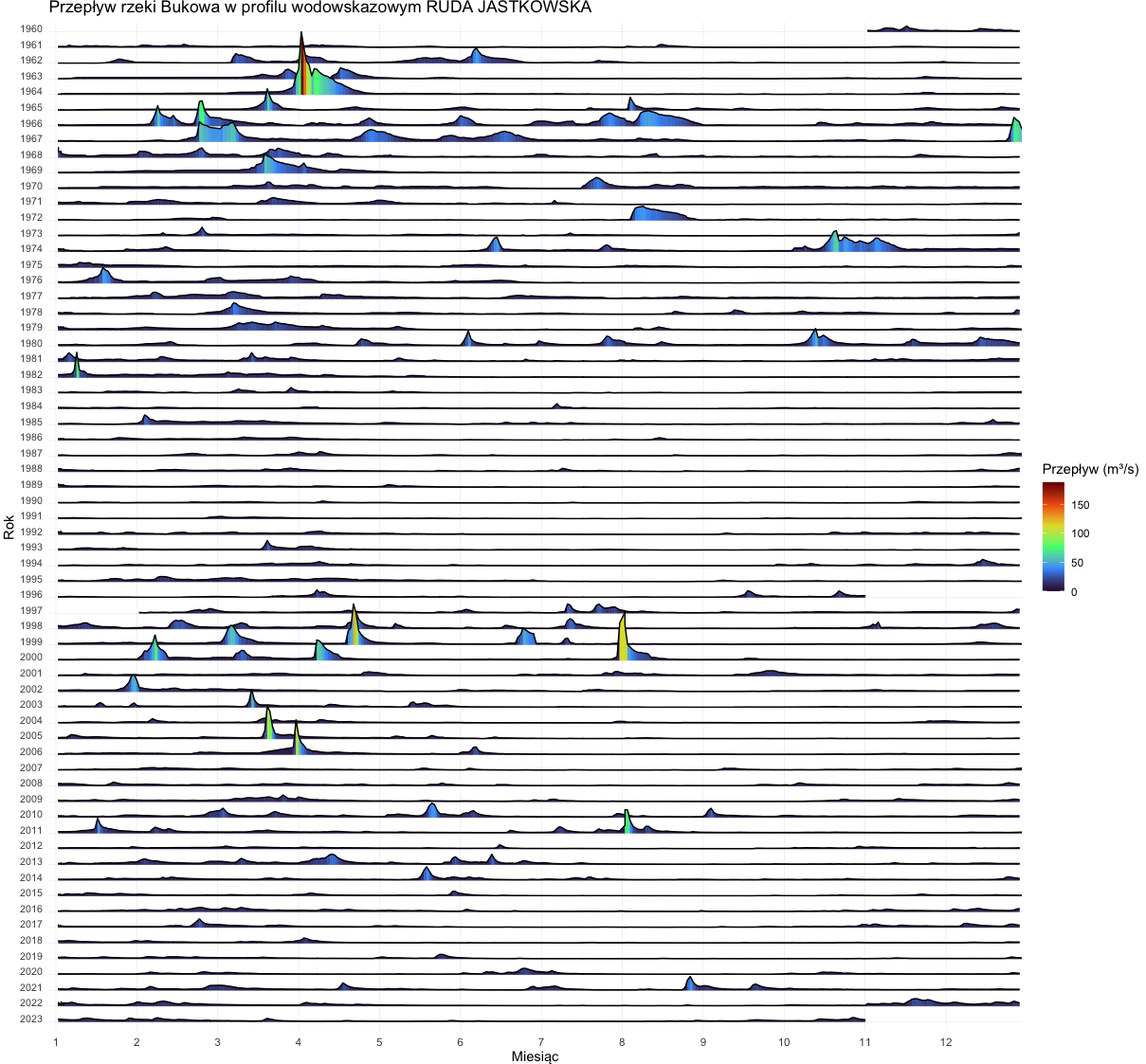
Średnie dobowe wartości przepływów Bukowej w Rudzie Jastkowskiej w latach 1961-2023.

Do rzeki i jej dopływów uchodzą odprowadzalniki z kilku oczyszczalni ścieków, które w dużym stopniu wpływają na stan chemiczny i biologiczny niektórych odcinków rzek (np. oczyszczalnia we Frampolu odprowadzająca słabo oczyszczone ścieki do Rakowej, oczyszczalnia w Jarocinie do Gilówki, w końcu oczyszczalnia w Chłopskiej Woli do Bukowej).

### Stan hydromorfologiczny koryta
Koryto Bukowej jest korytem uregulowanym na 34% długości biegu, prawie od źródła do miejscowości Ujście (okolice ujścia Rakowej), a następnie od Rudy Jastkowskiej do ujścia. Część odcinka w górnym biegu rzeki poddana jest regularnym pracom utrzymaniowym polegającym na mechanicznym pogłębianiu, koszeniu koryta i brzegów rzeki, wycinaniu drzew i wyciąganiu rumoszu drzewnego z koryta. Dolny fragment koryta Bukowej od wielu lat ulega samoczynnej renaturyzacji, procesy fluwialne zaburza w tym fragmencie 5 sztucznych, kamiennych ramp. W środkowym biegu koryto Bukowej ma charakter meandrujący, w dolnym biegu kręty. Uregulowany górny bieg to koryto proste, poza fragmentami podlegającymi renaturyzacji dzięki działalności bobrów – tam koryto jest mniej wyraźne, z tendencją do meandrowania. W pełni naturalny charakter koryto Bukowej zachowało na odcinku o długości 39 km, w środkowym i dolnym biegu.

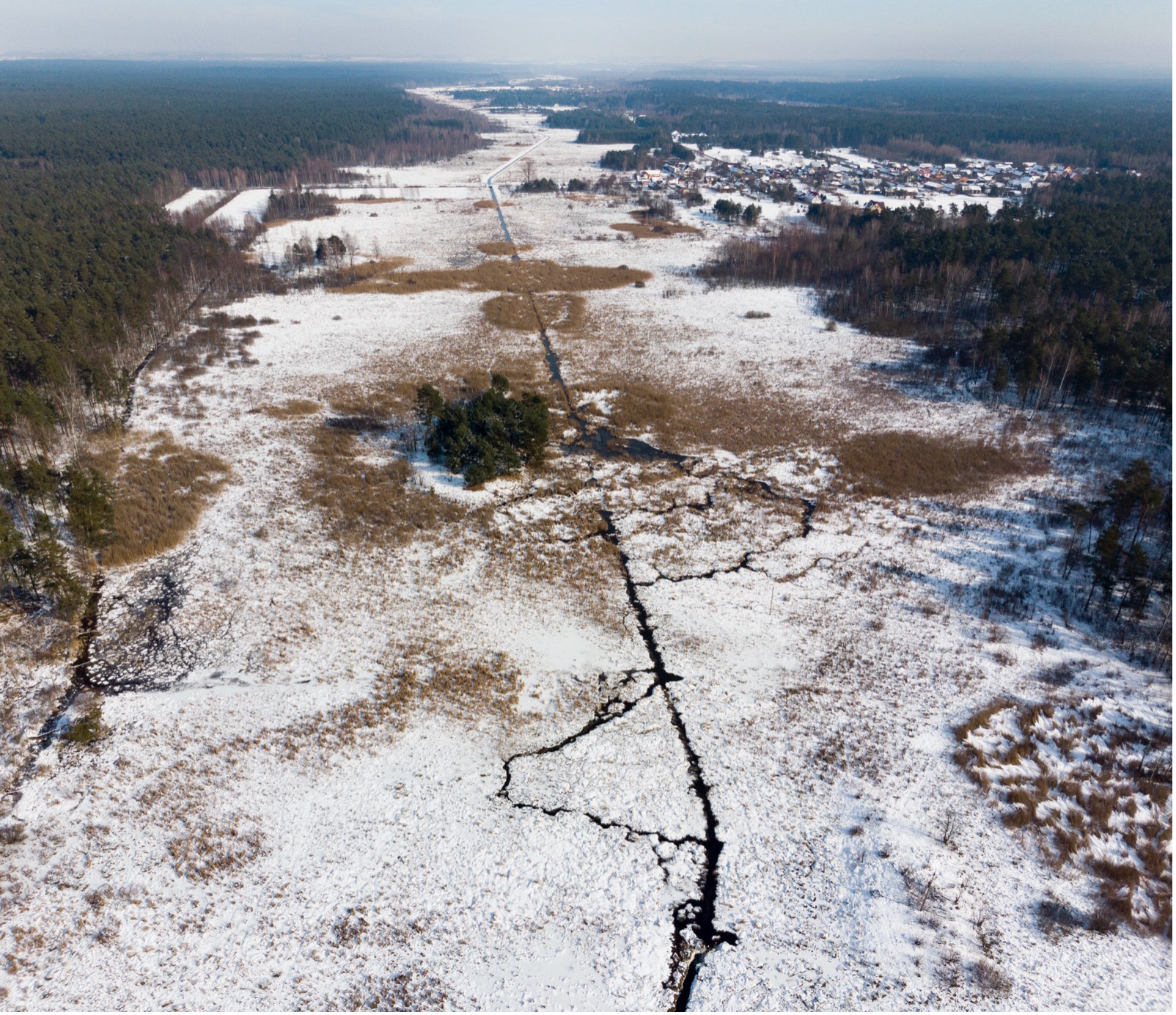
Górny, uregulowany bieg Bukowej pod Paksiwą Górą. Meander odtwarzają bobry.

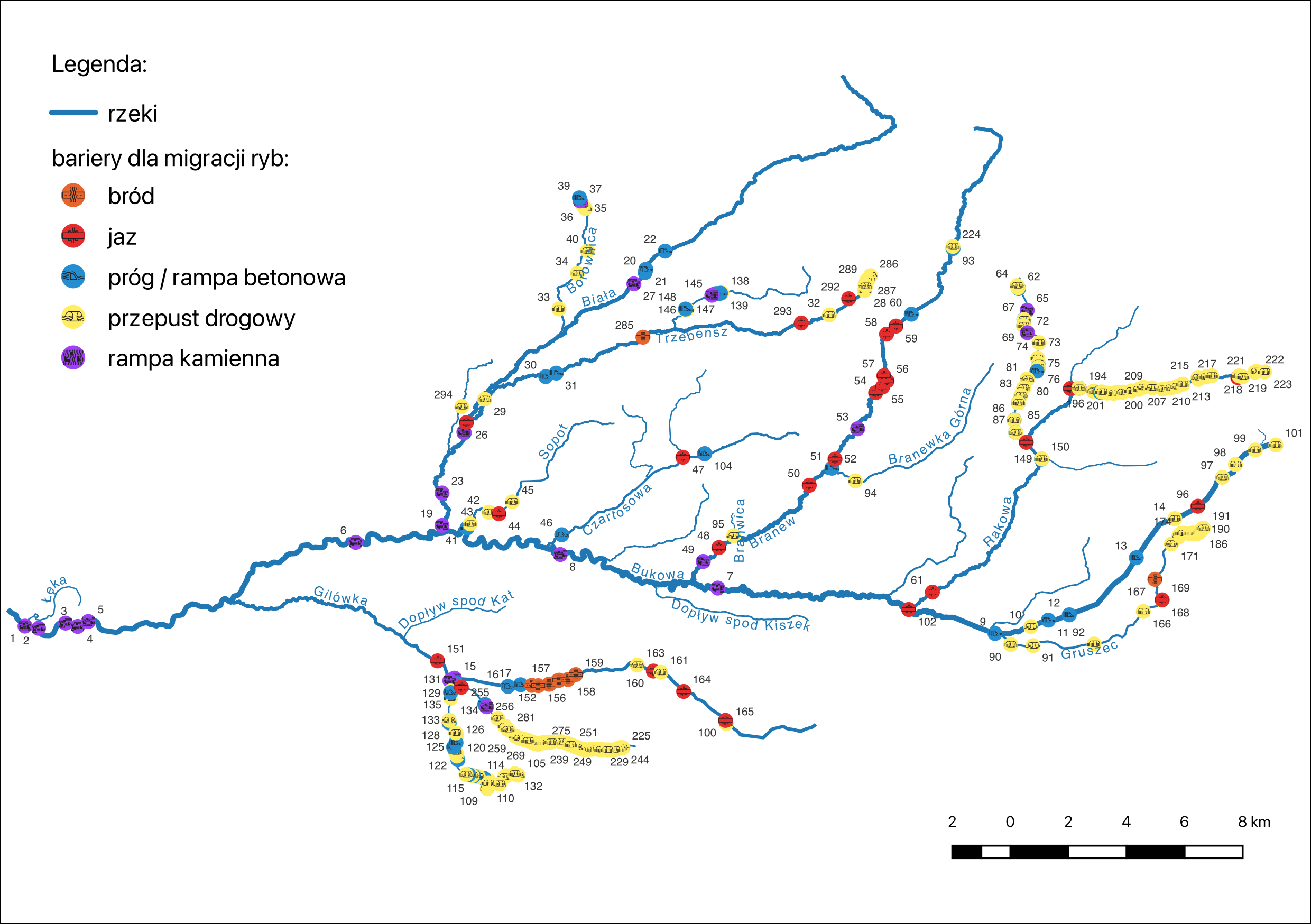
Sztuczne bariery dla migracji ryb w zlewni Bukowej

Kamienne rampy przy ujściu Bukowej powstały na przełomie lat 70. i 80. XX wieku. Ich budowa była odpowiedzią na erozję wgłębną koryta, która spowodowana była dwoma czynnikami. Pierwszym z nich była regulacja koryta dolnej Bukowej wykonana prawdopodobnie na przełomie XIX i XX wieku, polegająca na prostowaniu koryta przez ścięcie meandrów. Koryto zostało skrócone, spadek podłużny koryta wzrósł, wzrosły więc prędkość wody i możliwość transportu materiału. Drugim czynnikiem odpowiedzialnym za erozję wgłębną dolnej Bukowej była postępująca w XX wieku erozja wgłębna Sanu spowodowana regulacją koryta (zawężenie, skrócenie biegu), wzrostem lesistości w zlewni (a więc mniejszą dostawą materiału do rzeki) oraz budowa zapory w Solinie, która zatrzymuje od ponad pół wieku zdecydowaną większość materiału wleczonego ze zlewni górnego Sanu w Bieszczadach. Koryto dolnego Sanu, stanowiące bazę erozyjną dla dolnego odcinka Bukowej, obniżyło się w XX wieku nawet o 3 metry.

### Bioróżnorodność
W Bukowej stwierdzono występowanie 30 gatunków ryb i minogów, z czego 26 gatunków przy ujściu do Sanu, w większości poniżej sztucznych barier, a tylko 20 gatunków na pozostałych 85% długości rzeki. 10 gatunków ryb występuje jedynie w ostatnich 2 km (czyli 3% długości) rzeki. Odłowy ryb na pozostałych 97% długości rzeki i w dopływach Bukowej pokazują też, że w wyższej części zlewni ryb jest mniej – przy ujściu Bukowej niektóre gatunki odławiane były w setkach lub dziesiątkach osobników, w wyższej części zlewni wyłącznie pojedyncze. Nie będzie przesadą stwierdzenie, że czynnikiem mającym decydujący wpływ na rozmieszczenie populacji ryb w Bukowej i jej całym dorzeczu jest obecność 5 kamiennych ramp w ujściowym odcinku rzeki. Aktualnie potencjalna migracja ryb z Sanu może odbywać się jedynie przy dużych wezbraniach, które sprawiają, że kamienne rampy nie są tak poważnymi barierami. Wzrost prędkości wody przy wezbraniu i spadek jej temperatury utrudniają jednak migracje podczas wezbrań.
Gatunki ryb stwierdzone jedynie w przyujściowym odcinku Bukowej (a nigdzie indziej w dorzeczu w ostatnich 10 latach) to: brzana, brzanka, jazgarz, kiełb białopłetwy, koza bałtycka, krąp, różanka, słonecznica, świnka, wzdręga. Ryby te mogłyby występować w dużej części dorzecza Bukowej. Odpowiednie, zachowane w dobrym stanie siedliska istnieją – brakuje jedynie możliwości swobodnej migracji. W środkowym biegu Bukowej odławiane i łowione przez wędkarzy były amur biały (uciekinier ze stawów), certa (brak dokumentacji, być może była to świnka), czebaczek amurski, jaź, jelec, kiełb krótkowąsy, kleń, lin, lipień, minóg ukraiński, okoń, piskorz, piekielnica, płoć, pstrąg potokowy, pstrąg tęczowy, sumik karłowaty, śliz, ukleja.
Historycznie jeszcze w latach 80. XX wieku wyławiano w Bukowej pojedyncze osobniki węgorza europejskiego, a w latach wcześniejszych wędrówki na tarło w górę rzeki odbywały duże stada cert. Wymarcie tej grupy ryb – migrantów dwuśrodowiskowych (czyli migrujących na duże odległości, między morzem, a rzekami) w dorzeczu Wisły spowodowane było budową zapory we Włocławku (1970 r.).
Historycznie w dorzeczu Bukowej (np. w Gilówce) licznie występowały raki szlachetne (inf. ustna). Obecnie brak obserwacji tych zwierząt wskazuje na wymarcie populacji. Podobnie, nie ma informacji o występowaniu małży w rzekach zlewni Bukowej poza jej dolnym odcinkiem, gdzie występują skójki gruboskorupowe.
Ważniejsze dopływy:
- Branew
- Biała
- Gilówka
- Rakowa
- Czartosowa
- Gruszec